# 三刺澤絲鯰
三刺澤絲鯰，為輻鰭魚綱鯰形目毛鼻鯰科的其中一種，為熱帶淡水魚，分布於南美洲委內瑞拉淡水流域，本魚棲息在底層水域，體長可達9.4公分，生活習性不明。